# Matka Boża Rozdzielska

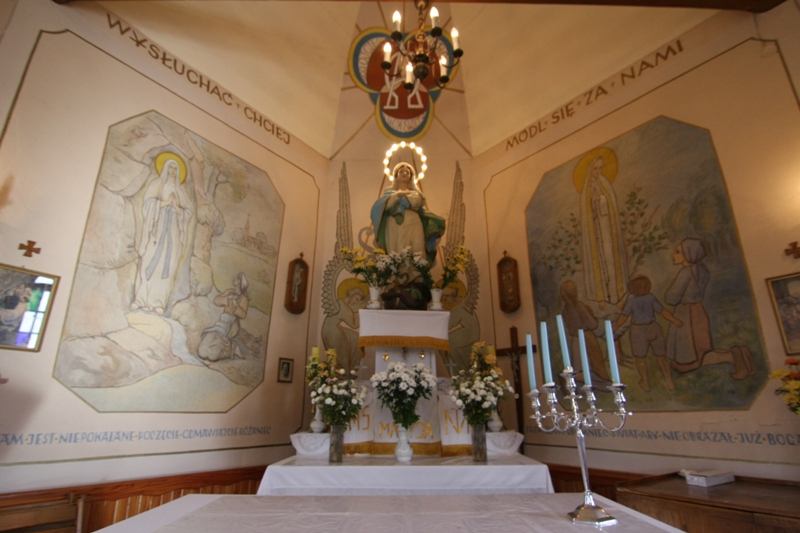
Wnętrze kaplicy „Pod Lipami” – widok na ołtarz główny z figurą

Matka Boża Rozdzielska – kamienna figura Najświętszej Maryi Panny znajdująca się we wnętrzu Kaplicy Niepokalanego Serca NMP w Rozdzielu. Figurze tej przypisywane są szczególnie własności, dlatego też jest ona niezwykle ważna dla mieszkańców Rozdziela i jego okolic, mając opinię łaskami słynącej.

## Historia
Sama figura ma swoje początki w 1846 roku, kiedy to panowała rabacja chłopska. W tym czasie dziedzic wsi Rozdziele mający dobrą sławę w Polsce, z obawy o własne życie modlił się nieustannie do Najświętszej Maryi Panny o pomoc. Kiedy do jego dworu zbliżali się chłopi z innych wiosek, mieszkańcy Rozdziela postanowili pomóc swojemu dziedzicowi udzielając mu schronienia w jednej ze stodół. Dzięki życzliwości swoich podwładnych oraz łasce otrzymanej po długich modlitwach dziedzic wsi z wdzięczności ufundował figurę przy trakcie z Rozdziela do Rajbrotu przedstawiającą postać Najświętszej Maryi Panny, na której postumencie wyryty został napis Pamiątka 1846. Już od początków miejsce to pod lipami było uważane za magiczne, a figura uważana za cudowną. Mieszkańcy chodzili „pod figurę” modlić się, prosić o łaski, a także zwierzać się ze swych problemów.
W 1946 roku ks. Michał Krawczyk, który pochodził z pobliskiej Kamionki, ale był mocno związany z Rozdzielem, zaczął wznosić z mieszkańcami kaplicę, która będzie otaczała figurę. Ciężko było o pozwolenie na budowę świątyni w tamtym czasie. Po wielu staraniach skończono budowę kaplicy w 1958 roku, a poświęcona została 22 maja 1962 roku w dzień Zielonych Świątek. Kult Matki Bożej Rozdzielskiej jest bardzo żywy wśród mieszkańców wsi i okolic. Figurę otaczają liczne dary wotywne. Na czerwcowy odpust do łaskami słynącej figury przybywają pielgrzymi z odległych nawet okolic.

## Nabożeństwa
W kaplicy odprawiane są nabożeństwa majowe i różańcowe oraz odpust w drugą sobotę po święcie Bożego Ciała. Natomiast 13 sierpnia w godzinach wieczornych odbywa się procesja fatimska, która podąża trasą od zabytkowego kościoła w Rozdzielu do kaplicy.

## Figura
Polichromowana figura, zapewne wyrzeźbiona przez nieznanego ludowego kamieniarza, powstała około 1846 roku na zamówienie tutejszych dziedziców, Maksymiliana i Józefy Garlickich jako podziękowanie za uratowanie przed rabacją galicyjską. Pierwotnie posadowiona na wysokim postumencie, otoczona drewnianym ogrodzeniem, obecnie w ołtarzu głównym kaplicy. Maryja ubrana jest w białą tunikę i niebiesko-zielony płaszcz. Stoi na globie ziemskim i depcze węża pod jej stopami, który patrzy na dorodne jabłko. Ręce ma skrzyżowane na piersiach na znak czystego serca. Głowę przykrywa biała chusta i otacza wieniec z dwunastu gwiazd. Na ścianach kaplicy widnieje zawołanie do NMP: „Matko Najświętsza Niepokalana Prośby Serdecznej Wysłuchać Chciej – Módl się za nami w Niebie do Pana, wszystkich nas w swojej opiece miej”.